# Jardí tropical

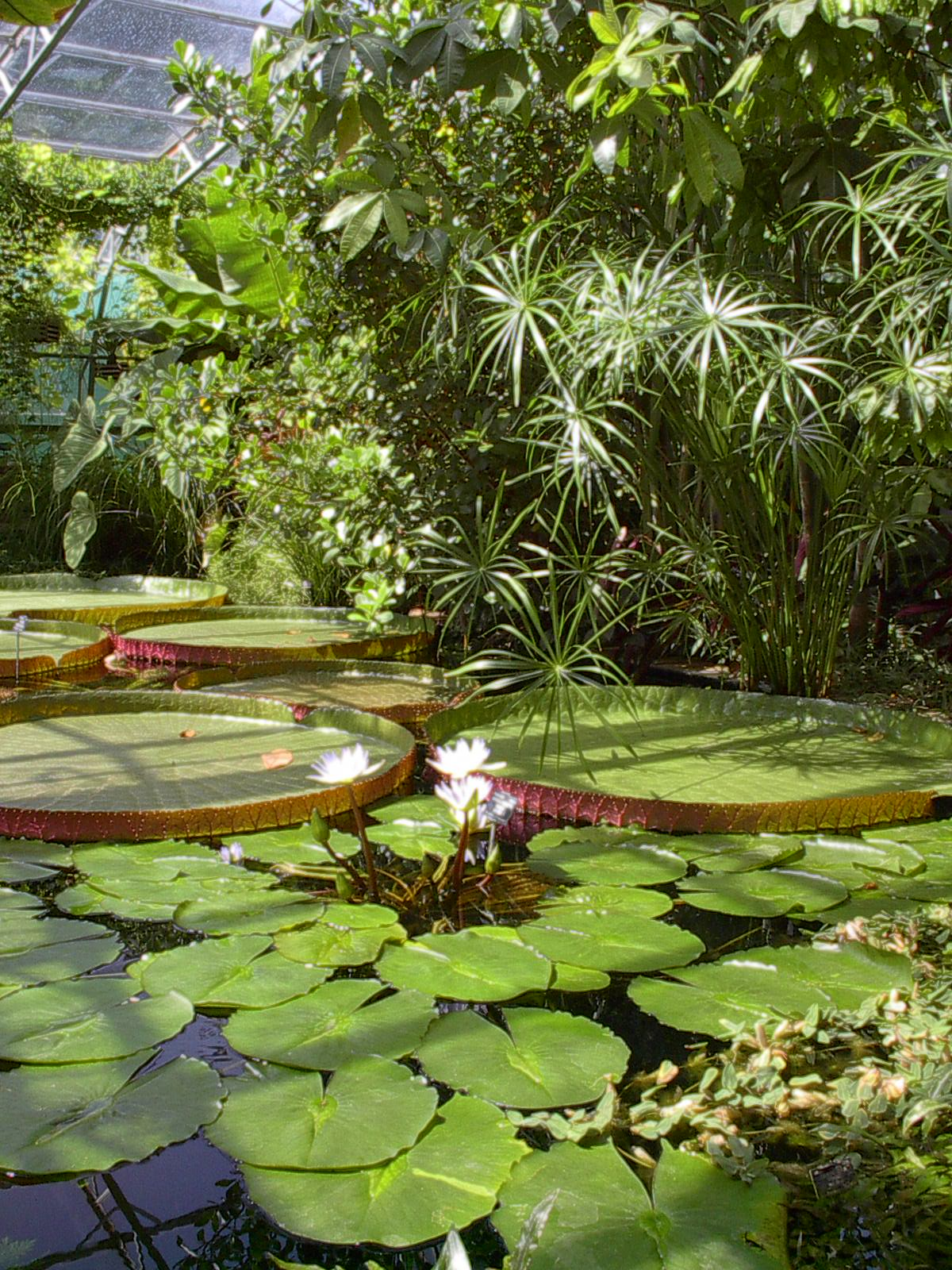
Jardí tropical d'Oxford (a l'hivernacle)

Un jardí tropical és un jardí compost amb plantes originàries dels tròpics.

## Característiques

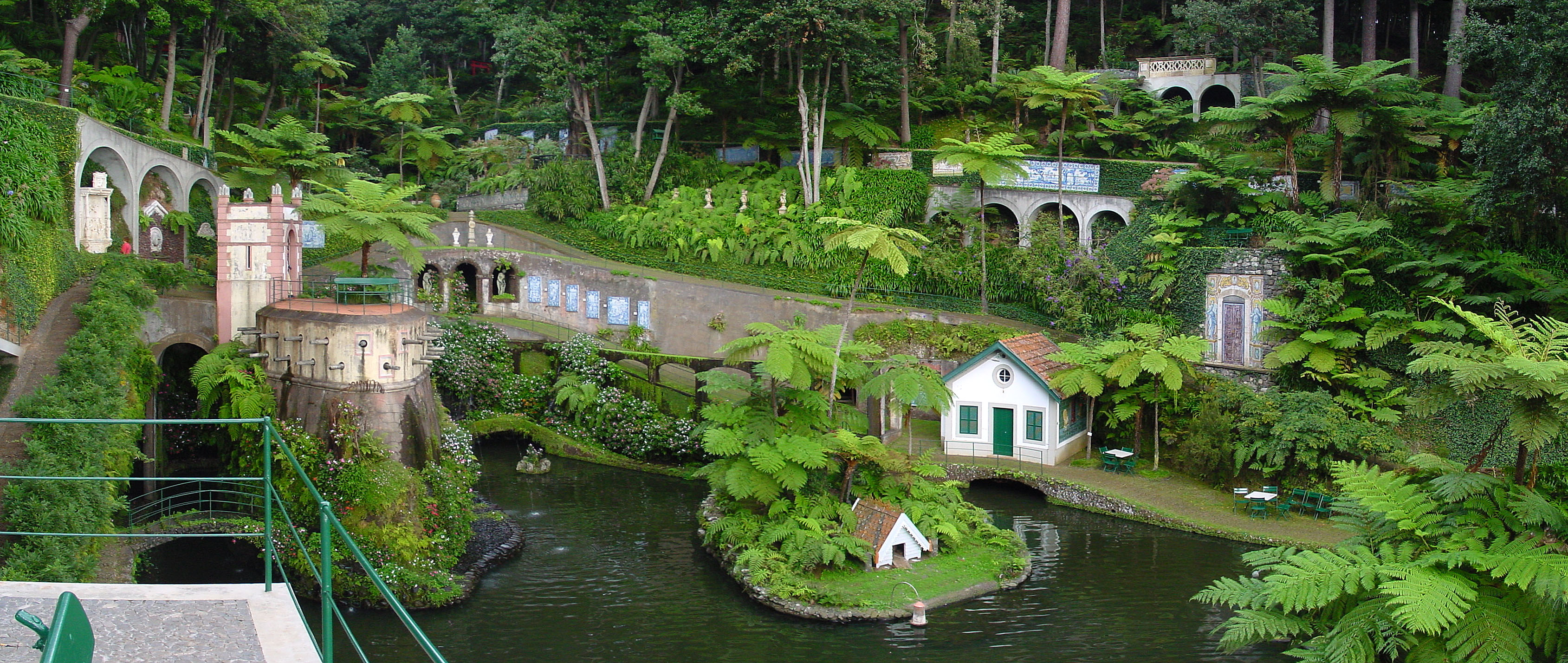
Jardí tropical a Funchal a l'Arxipèlag de Madeira (aire lliure)

Un jardí tropical exigeix una bona irrigació o un sistema de regadiu. Necessita també adob i palla en abundància.
És un dels jardins més complexos de condicionar o mantenir si el clima local difereix de l'hàbitat natural de les plantes. La clau de l'èxit és l'abundància en llum i en aigua. Perquè puguin proliferar les plantes, és necessari que el sòl sigui constantment humit, tot evitant la inundació que les podria matar.
El jardí tropical no està exclusivament reservat a les zones tropicals. Un gran nombre de jardiners de zones climàtiques més fredes han condicionat jardins tropicals, el que és possible per una tria delicada de plantes i de flors.

## Jardins tropicals cèlebres
- Jardí botànic de Kandawgyi
- Jardí tropical de París
- Bambuseria de Prafrance